# Moulidars
Moulidars ist eine westfranzösische Gemeinde mit 664 Einwohnern (Stand: 1. Januar 2022) im Département Charente in der Region Nouvelle-Aquitaine. Sie gehört zum Arrondissement Cognac und zum Kanton Val de Nouère. Die Einwohner werden Montliardais genannt.

## Lage
Moulidars liegt etwa 15 Kilometer westlich von Angoulême in der Kulturlandschaft des Angoumois. Umgeben wird Moulidars von den Nachbargemeinden Mérignac im Norden, Douzat im Nordosten, Hiersac im Osten, Champmillon im Südosten, Saint-Simeux im Süden, Vibrac im Südwesten sowie Saint-Simon und Bassac im Westen. 
Durch die Gemeinde führt die Route nationale 141. 

## Bevölkerungsentwicklung
| Jahr                       | 1962 | 1968 | 1975 | 1982 | 1990 | 1999 | 2006 | 2019 |
| Einwohner                  | 605  | 569  | 521  | 504  | 543  | 558  | 688  | 731  |
| Quellen: Cassini und INSEE |      |      |      |      |      |      |      |      |

## Sehenswürdigkeiten
- Kirche Saint-Hippolyte aus dem 12. Jahrhundert, Monument historique seit 1912
- Burg bzw. Schloss Ardenne, ursprünglich aus dem 12. Jahrhundert, heutiger Bau aus dem 18. Jahrhundert
- Haus La Cour aus dem 12./13. Jahrhundert
- Taubenturm, erbaut im 18. Jahrhundert

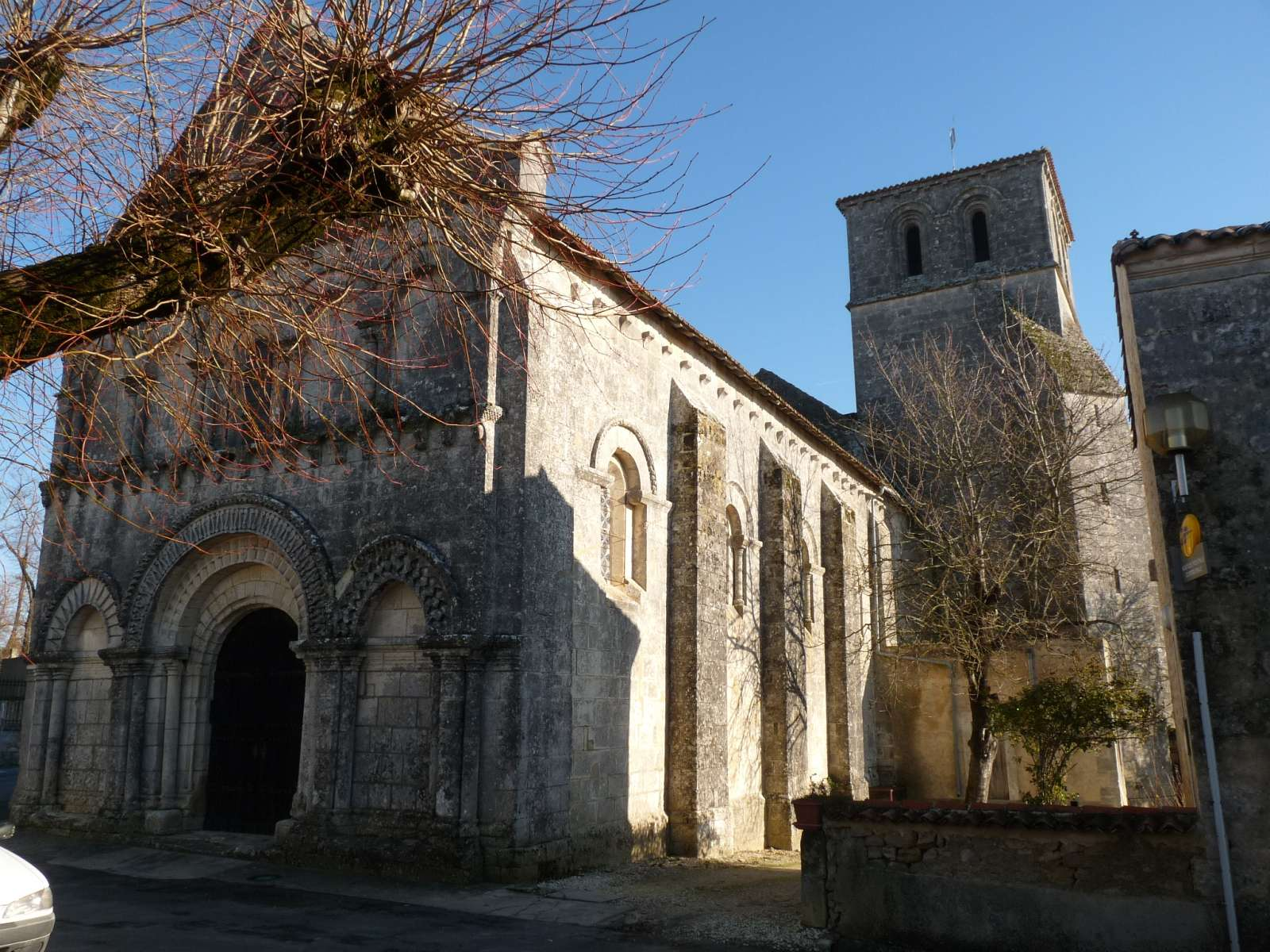
Kirche Saint-Hippolyte
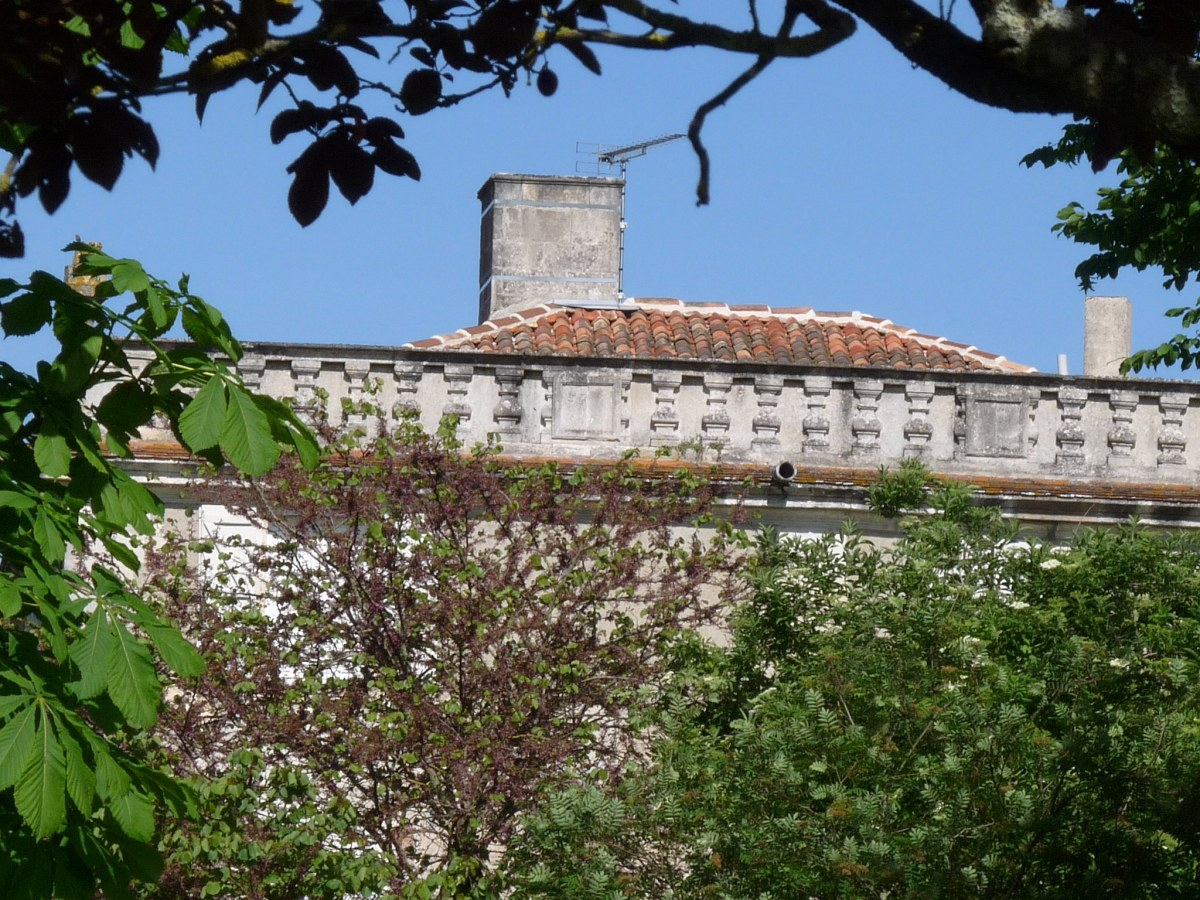
Schloss Ardenne
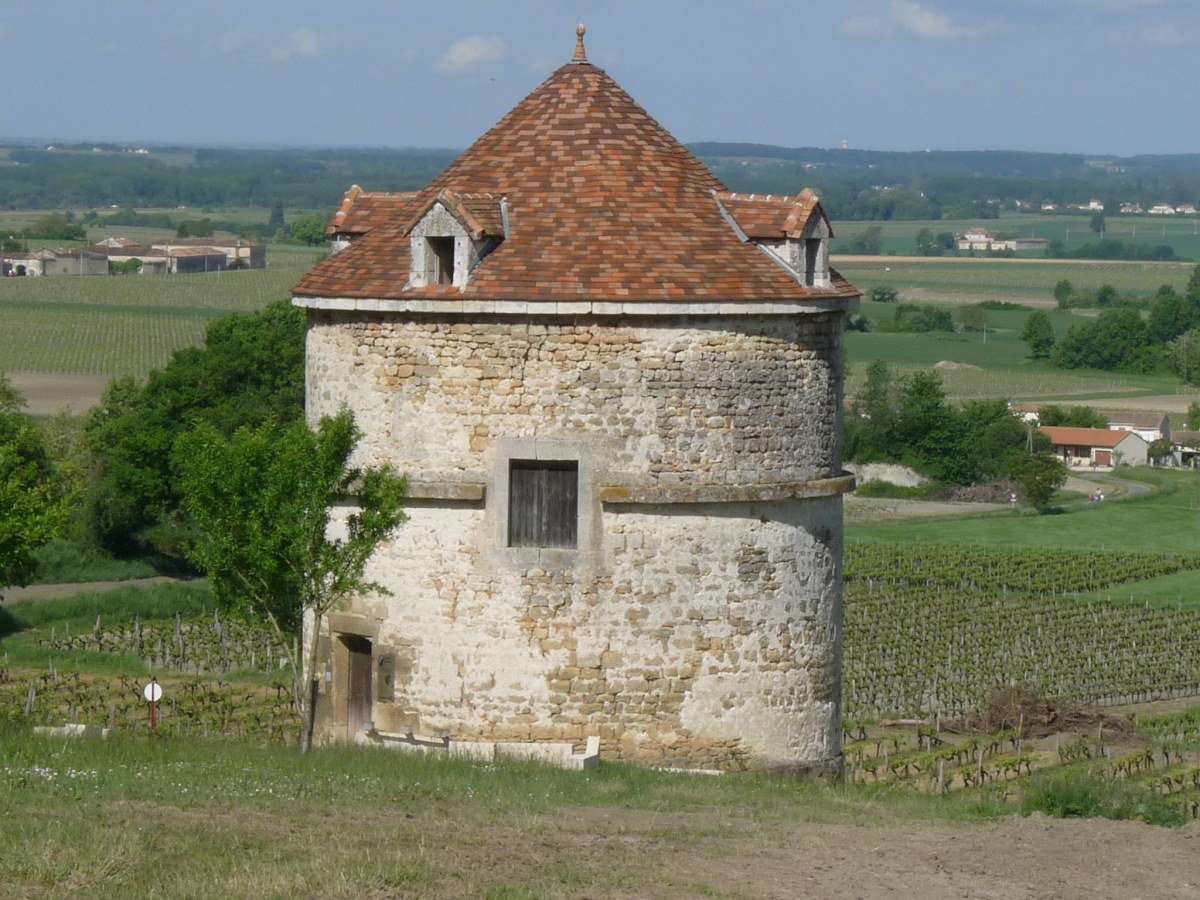
Taubenturm